# PacMin
PacMin (Pacific Miniatures) est un fabricant de modèles réduits d'avions,,.

## Histoire
PacMin a été fondée en 1946 par deux employés de Douglas Aircraft Company. Le but était de créer des modèles permettant aux gens de voir l'intérieur des avions afin d'inciter les voyageurs nerveux à voler. La société a créé de grands modèles en coupe qui sont devenus des piliers pour les agences de voyages. PacMin a commencé à créer des modèles plus petits à l'échelle d'un centième de la taille de l'avion, ce qui est devenu ce pour quoi la société était connue.
En 1986, il a été acheté par Fred Ouweleen. En 1995, la société a déménagé à Fullerton, en Californie.
Dans un article de 2015, The Jakarta Post a écrit que la société est le «plus grand fabricant de modèles d'avion au monde».